# Stephen Heard
Stephen Heard (Contea di Hanover, 13 novembre 1740 – Heardmont, 15 novembre 1815) è stato un militare statunitense, 14º governatore della Georgia.
Gli è dedicata la contea di Heard.

## Biografia

### Origini e carriera militare
Nacque nel 1740 in Virginia da una famiglia di origini irlandesi. Gli Heard possedevano una piantagione di tabacco e numerosi schiavi, e le favorevoli condizioni economiche permisero al giovane Stephen di ricevere una buona educazione. Essendo tuttavia di indole molto vivace e poco incline agli studi, allo scoppio della guerra franco-indiana decise di arruolarsi nell'esercito in cerca d'avventura.
Arruolatosi nella milizia della Virginia, per tutta la guerra fu sotto il comando di George Washington, allora semplice colonnello, e tra i due fu l'inizio di una lunga amicizia. Come ricompensa del servizio reso, Heard e la sua famiglia ricevettero dal governo coloniale 150 acri di terra in Georgia, in un'area tuttavia ancora sotto il controllo dei nativi americani; solo nel 1773, con la firma di vari trattati di pace e cessione da parte dei Creek e dei Cherokee, gli Heard poterono prendere possesso delle loro terre, costruendo per proteggersi un fortino di legno, Heard's Fort, che di lì a pochi anni si sarebbe rivelato cruciale per la sopravvivenza stessa dello Stato georgiano.

### Rivoluzione americana
Allo scoppio della rivoluzione americana Heard si schierò subito con gli indipendentisti, ma ciò gli costò caro: essendo la Georgia settentrionale per la maggior parte di simpatie filoinglesi, mentre era impegnato a combattere alcuni lealisti locali irruppero in casa sua e costrinsero la moglie e la figlia adottiva a passare una notte al gelo, facendole morire assiderate. Ciò tuttavia non scoraggiò Heard, che anzi combatté con foga alla successiva battaglia di Kettle Creek.
Catturato poco dopo dagli inglesi e tenuto prigioniero ad Augusta, avrebbe dovuto essere impiccato per tradimento, ma poco prima dell'esecuzione riuscì rocambolescamente a fuggire grazie all'aiuto di due suoi schiavi, Mammy Kate e Daddy Jack. La leggenda vuole che Mammy Kate fosse giunta alla prigione con una larga cesta per portare l'ultimo cambio di vestiti a Heard prima della sua esecuzione; una volta dentro la sua cella la schiava avrebbe fatto accomodare Heard, che era sempre stato piuttosto basso, nella cesta, e tenendola in equilibrio sulla propria testa sarebbe riuscita ad ingannare le guardie e ad uscire indenne dalla prigione. Una volta fuggiti dalla città Heard, per dimostrarle la propria riconoscenza, avrebbe emancipato Mammy Kate.

### Governatore della Georgia
Rientrato a Heard's Fort, accolse il fuggitivo governatore Richard Howly, scappato come lui dagli inglesi. Howly stabilì il forte come nuova capitale temporanea della Georgia, e subito dopo abbandonò lo Stato per servire al congresso continentale. Il nuovo governatore avrebbe dovuto essere George Wells, il quale tuttavia morì in duello pochi giorni dopo. Ci furono alcuni mesi di vacanza della posizione, ma infine l'assemblea georgiana decise di eleggere nuovo governatore Heard stesso, in quanto "proprietario" della nuova capitale.
Esattamente come quelli dei predecessori, anche il mandato di Heard fu breve e turbolento: a causa dell'andamento incerto della guerra, la Georgia era in preda all'anarchia e Heard's Fort si trovava nel costante pericolo di attacchi da parte di inglesi, indiani e lealisti. Fu così che, nell'agosto 1780, Heard e il suo governo furono costretti ad abbandonare il forte e a fuggire in South Carolina. Ciò che rimaneva del potere georgiano venne assunto da Myrick Davies, che di fatto fu il reale governatore per tutto l'anno successivo; Heard tuttavia rimase formalmente in carica fino al 18 agosto 1781, quando gli subentrò ufficialmente Nathan Brownson.

### Ultimi anni e morte
Dopo la fine della guerra ricevette, come compensazione delle gravi perdite subite, oltre seimila acri di terreni, divenendo così uno dei più facoltosi proprietari terrieri della Georgia. Rimase attivo in politica per molti anni, e dopo la formazione della contea di Elbert grazie alla cessione di alcune sue terre ne divenne uno dei cittadini di spicco, vedendo anche la fondazione della cittadina di Heardmont in suo onore, dove infine si trasferì.
Si risposò con Elizabeth Darden, e da lei ebbe nove figli. Morì nella sua casa nel 1815, e si fece seppellire vicino agli schiavi che gli avevano salvato la vita.